# Соваж, Поль
Поль Соваж (фр. Paul Sauvage; 17 марта 1939, Ла-Сутеррен — 17 декабря 2019, Бордо) — французский футболист, игравший на позиции нападающего, игрок национальной сборной Франции. Известен выступлениями за клубы «Лимож» и «Реймс». Чемпион Франции.

## Клубная карьера
Футбольную карьеру начал в составе клуба «Лимож» в сезоне 1957/1958 во второй лиге чемпионата Франции. В первом же сезоне помог клубу завоевать путевку в элитный французский дивизион, забив 13 голов по ходу турнира. Следующие два сезона, проведённых в составе «Лиможа», являлся стабильным игроком основы, занимая с клубом места в первой десятке чемпионата.
Своей игрок привлёк внимание тренерского штаба клуба «Реймс», контракт с которым заключил в 1960 году. Первый сезон в новом клубе провёл в качестве игрока, выходящего на замену, однако уже в следующем сезоне 1961—1962 годов стал игроком основного состава, забил по ходу турнира 5 мячей и вместе с командой завоевал звание чемпиона Франции.
В чемпионском сезоне играл на поле с такими игроками, как Раймон Копа, Роже Пьянтони и Жюст Фонтен. Всего в составе «Реймса» отыграл четыре сезона, забив 29 голов.
Сезон 1964—1965 годов начал в составе клуба «Валансьен», который только что оформил прописку в высшем французском дивизионе. В составе клуба провёл три сезона, много забивая, в сезонах 1964—1965 годов и 1965—1966 годов вместе с клубом дважды становился бронзовым призёром чемпионата Франции.
В 1967 году перешел в состав клуба «Лангон» одного из низших дивизионов французского чемпионата, отыграв в нём три сезона. Сезон 1970—1971 годов начал в составе «Лиможа», в который вернулся спустя 9 лет, отыграл два сезона в Лиге 2, после чего на один сезон перешёл в состав клуба «Бержерак Перигор» и завершил футбольную карьеру.

## Выступление за сборную
Впервые в расположение сборной был вызван в 1960 году, фигурировал в заявке французов на первом чемпионате Европы, на котором сборная Франция заняла четвёртое место из четырёх возможных, но на поле не выходил.
Дебютировал в составе сборной Франции в марте 1961 года в товарищеском матче против сборной Бельгии, завершившемся со счётом 1:1. Всего в составе национальной сборной провёл 6 матчей, 4 из которых завершались ничейным результатом, два были проиграны. Последний матч за сборную сыграл в апреле 1965 года.

## Достижения
- Чемпион Франции: 1962-63